# Anisotrypus
Anisotrypus is een geslacht van rechtvleugeligen uit de familie krekels (Gryllidae). De wetenschappelijke naam van dit geslacht is voor het eerst geldig gepubliceerd in 1878 door Saussure.

## Soorten
Het geslacht Anisotrypus omvat de volgende soorten:
- Anisotrypus furcatus Saussure, 1878
- Anisotrypus indivisus Saussure, 1878